# جمال البطيخ
الشيخ جمال عبد المهدي البطيخ رئيس تجمع القبائل العراقية والأمين العام للكتلة العراقية البيضاء، ووزير الدولة لشؤون العشائر السابق، خريج الكلية العسكرية للعام 1974 الدورة الثانية والخمسين صنف الصواريخ أرض جو. أحيل إلى صنف الوحدات الثابتة بعد إصابته أثناء أداء الواجب. وفي عام 1982 أحيل على التقاعد بصدور مرسوم جمهوري بسبب درجات القربى لذوي المعدومين، بعد ذلك انتقل من الحياة العسكرية إلى الحياة العملية، وبعد عام 2003 خاض الانتخابات البرلمانية لدورتين وفاز فيهما وكان مرشحا عن القائمة العراقية لمحافظة واسط وعند تشكيل الحكومة رشح وزيرا للدولة لشؤون العشائر.